# Rafajel Israjeljan

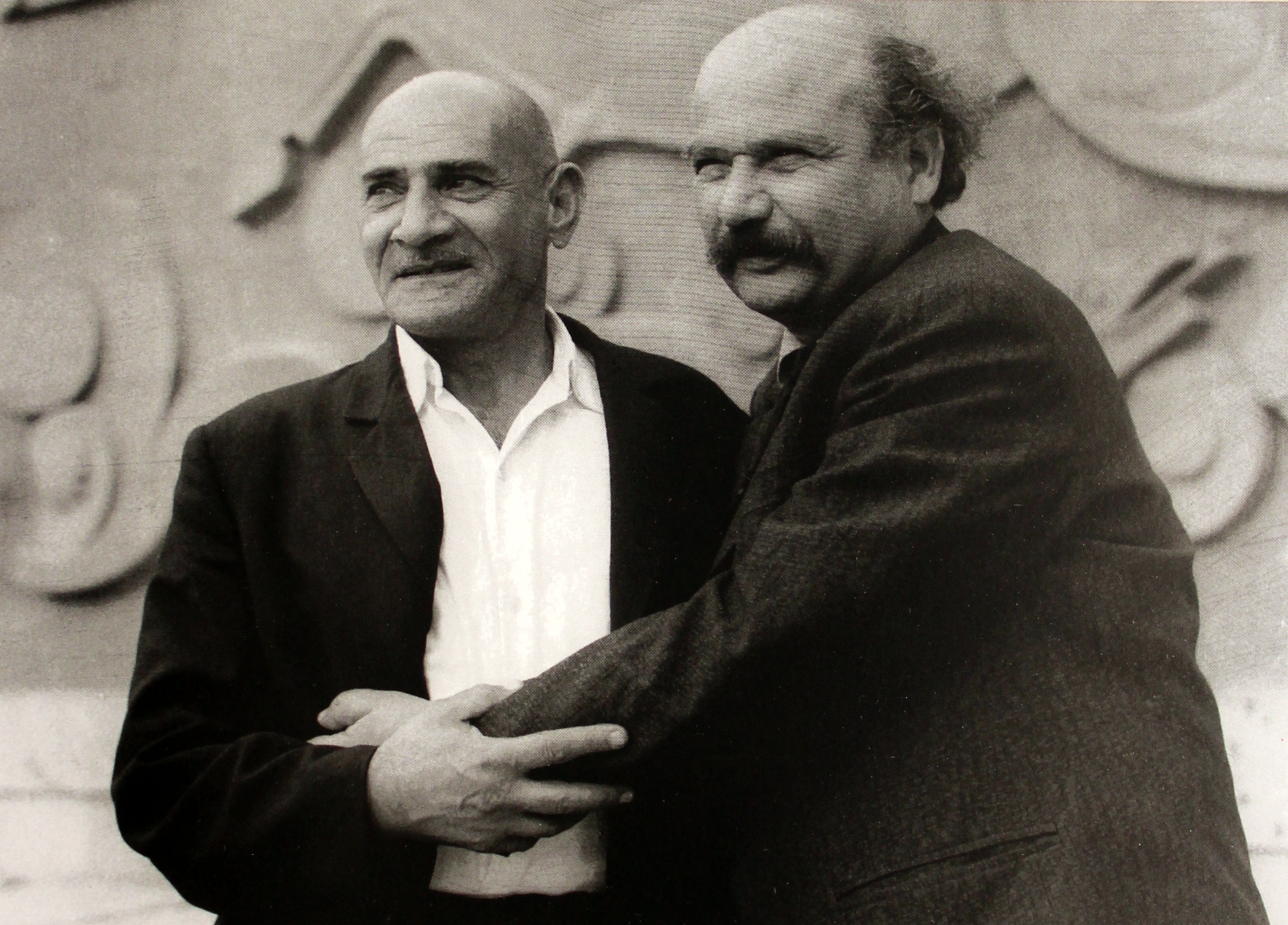
Rafajel Israjeljan (links) und Ara Haroutjounjan

Rafajel Israjeljan (armenisch Ռաֆայել Իսրայելյան, russisch Рафаель Исраелян; * 17. Septemberjul. / 30. September 1908greg. in Tiflis, Russisches Kaiserreich; † 8. September 1973 in Jerewan, Armenische SSR) war ein armenisch-sowjetischer Architekt und Hochschullehrer.

## Leben
Nach dem Besuch der Schule und des Technikums studierte Israjeljan 1926–1928 an der Staatlichen Akademie der Künste Tiflis. Dann wechselte er nach Leningrad zum Institut der Zivilingenieure und schließlich 1929 zur Architektur-Fakultät des Leningrader Instituts für Malerei, Bildhauerei und Architektur, an dem er 1934 das Studium mit Auszeichnung abschloss und bis 1936 blieb.
Ab 1936 lebte und arbeitete  Israjeljan in Jerewan. Er projektierte und baute Wohnhäuser, öffentliche Gebäude, Gebäude für Industrie und Landwirtschaft sowie Parks und Denkmäler. Daneben gestaltete er Buchdeckel und Exlibris und fertigte Schmuck und Keramiken an. Ab 1940 lehrte er am Jerewaner Polytechnischen Institut.
Für die Jerewan-Ararat-Weinfabrik baute Israjeljan 1937–1961 Weinkeller. Er baute den Hrasdan-Aquädukt (1949–1950) und das Militärmuseum in Jerewan (1950–1967). Im Jerewaner Siegespark schuf er 1950 ein Stalindenkmal mit einer Stalinstatue von Sergei Merkurow, die 1962 entfernt und 1967 durch Ara Haroutjounjans Mutter Armenien ersetzt wurde. Israjeljan projektierte 1962 das Denkmal mit der Skulptur des Drachentöters Wahagn des Bildhauers Karlen Nuridschanjan. Er schuf 1965 die Chatschkar-Stele zum Gedenken an den Völkermord an den Armeniern an der Kathedrale von Etschmiadsin und 1968 die Denkmalanlage für die Schlacht von Sardarapat bei Armawir mit Skulpturen von Ara Haroutjounjan, Arscham Schahinjan und Sambel Manasjan sowie 1973 das Hadjin-Widerstandsdenkmal in Nor Hatschn am Hrasdan und 1976 das Musa-Dağı-Denkmal in Musaler bei Armawir. Nach Plänen Israjeljans wurde 1976 die Sankt-Sarkis-Kathedrale in Jerewan rekonstruiert und 1979 die Denkmalanlage für die Schlacht bei Aparan gebaut sowie auch die armenische St.-Nerses-Kirche in Montevideo.
Nach dem Tode Israjeljans sorgte sein Sohn Areg, der auch Architekt geworden war, für den Abschluss der unvollendeten Projekte seines Vaters.

## Ehrungen, Preise
- 1970: Verdienter Architekt des Volkes der UdSSR
- Verdienter Architekt der Armenischen SSR
- Verdienter Künstler der Armenischen SSR
- Stalinpreis I. Klasse (1950) für das Stalindenkmal in Jerewan zusammen mit S. D. Merkurow
- Preis des Ministerrats der UdSSR

## Werke

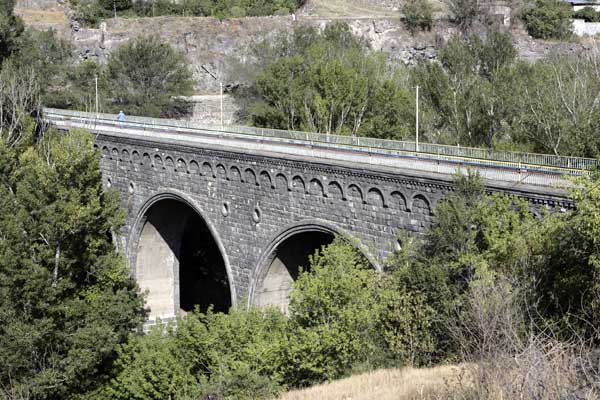
Hrasdan-Aquädukt
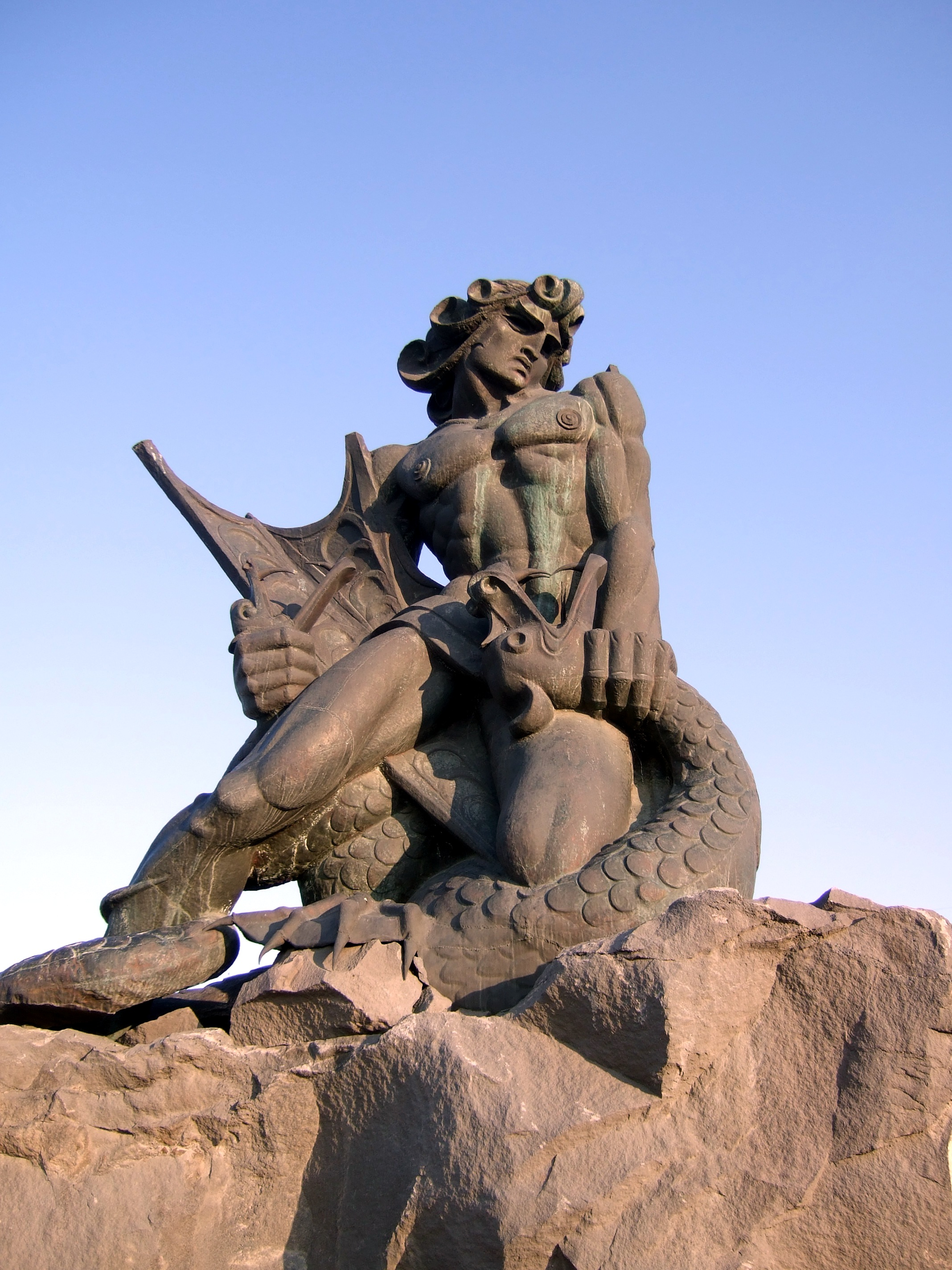
Drachentöter Wahagn, Jerewan
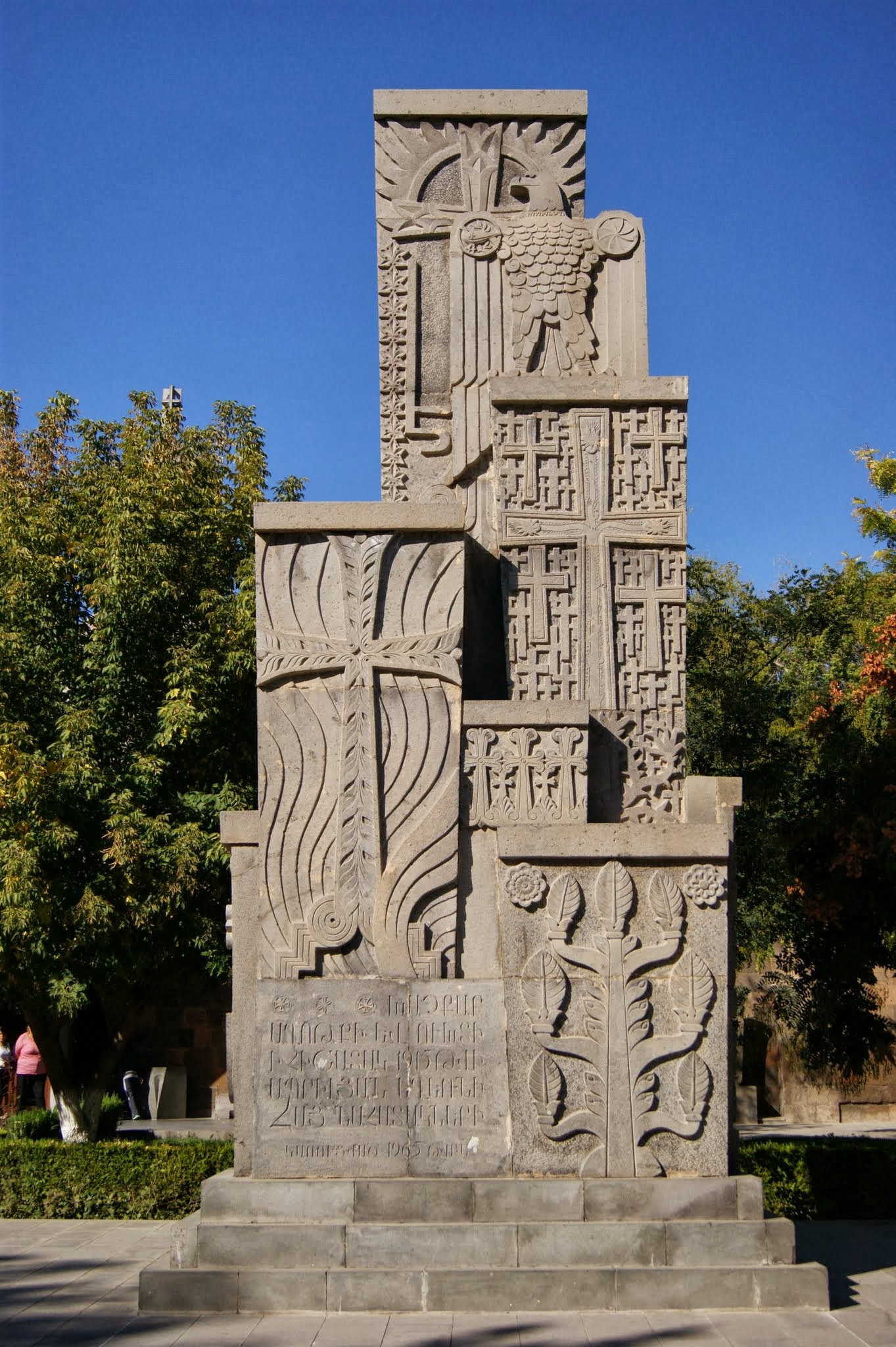
Chatschkar-Stele an der Kathedrale von Etschmiadsin
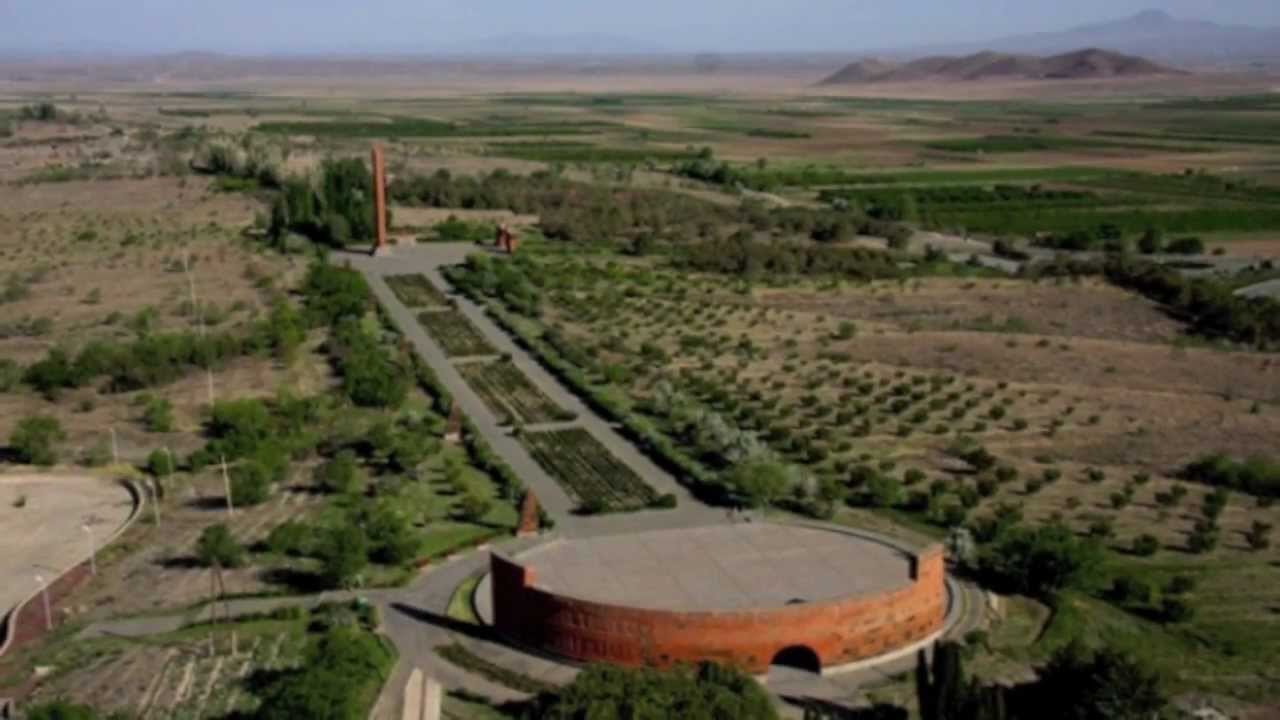
Sardarapat-Denkmalanlage
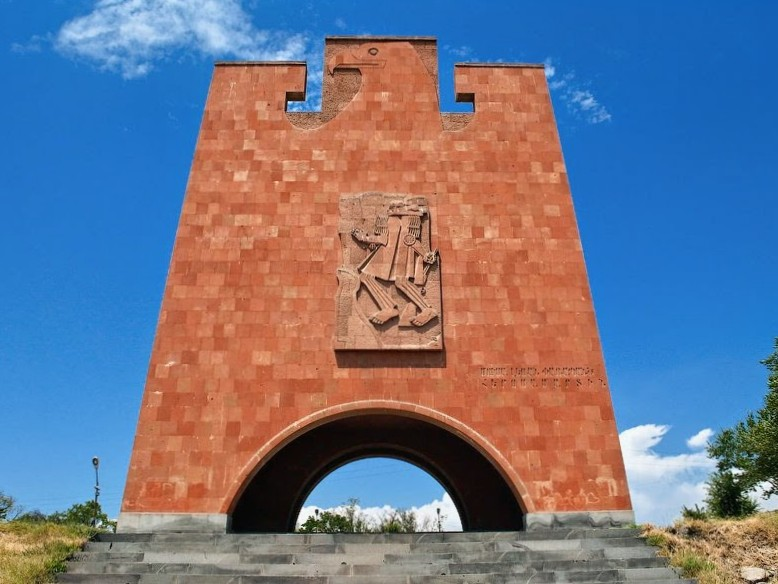
Musa-Dağı-Denkmal, Musaler
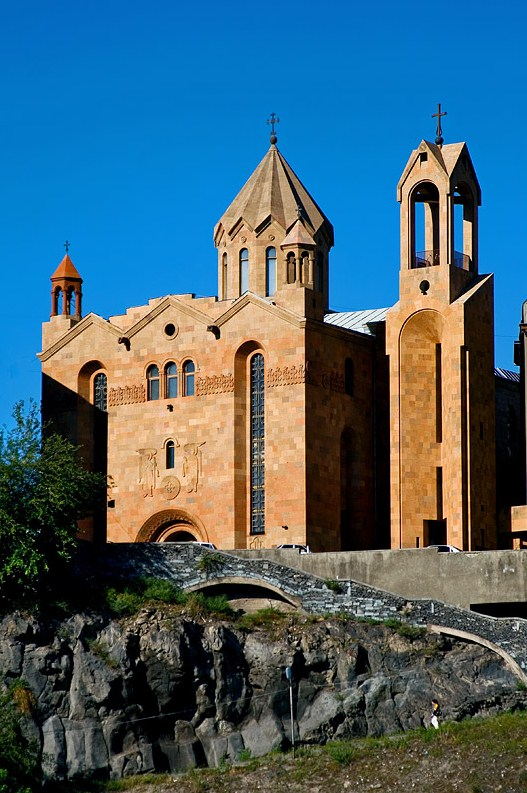
Sankt-Sarkis-Kathedrale, Jerewan
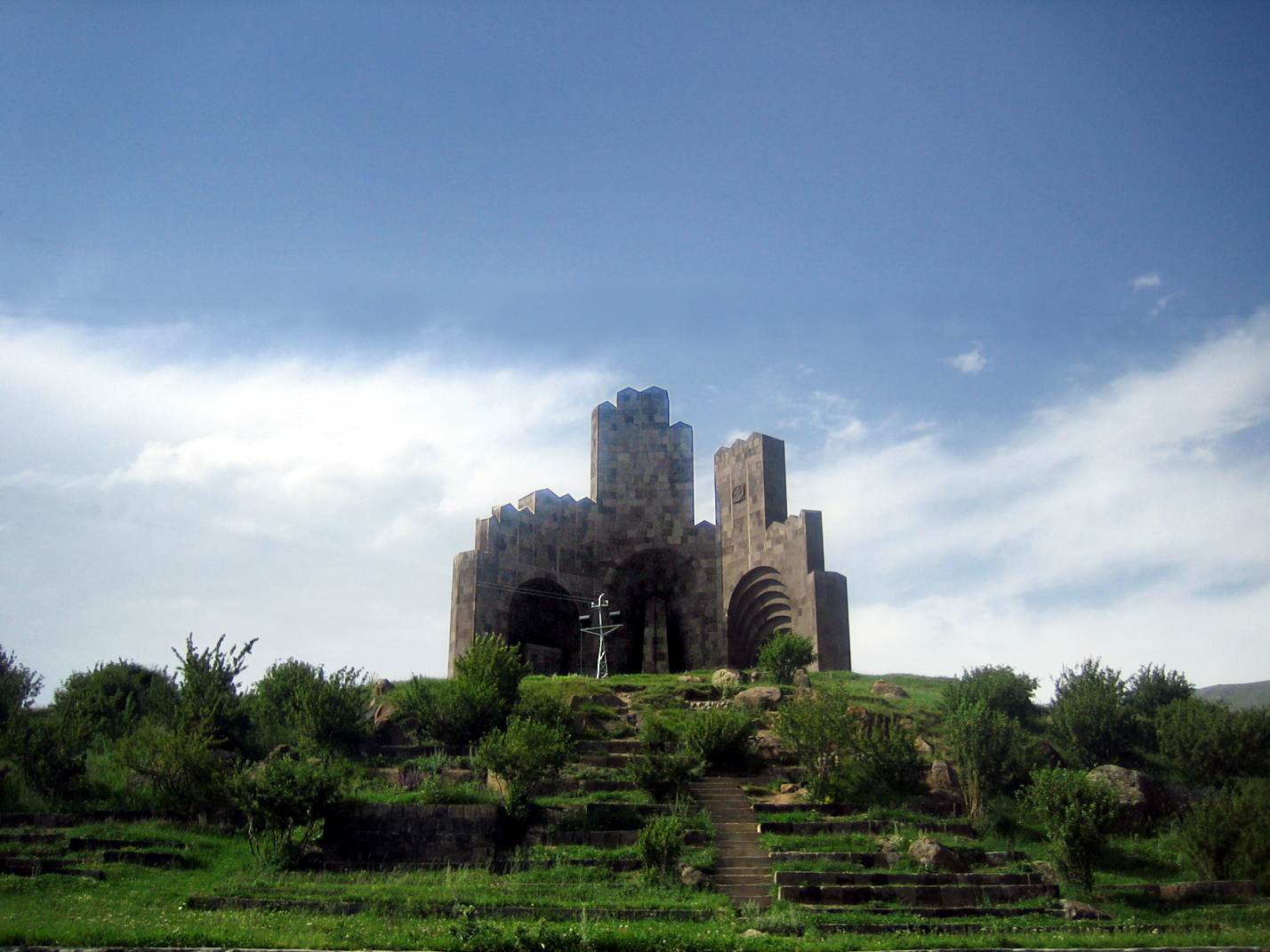
Denkmalanlage für die Schlacht bei Aparan
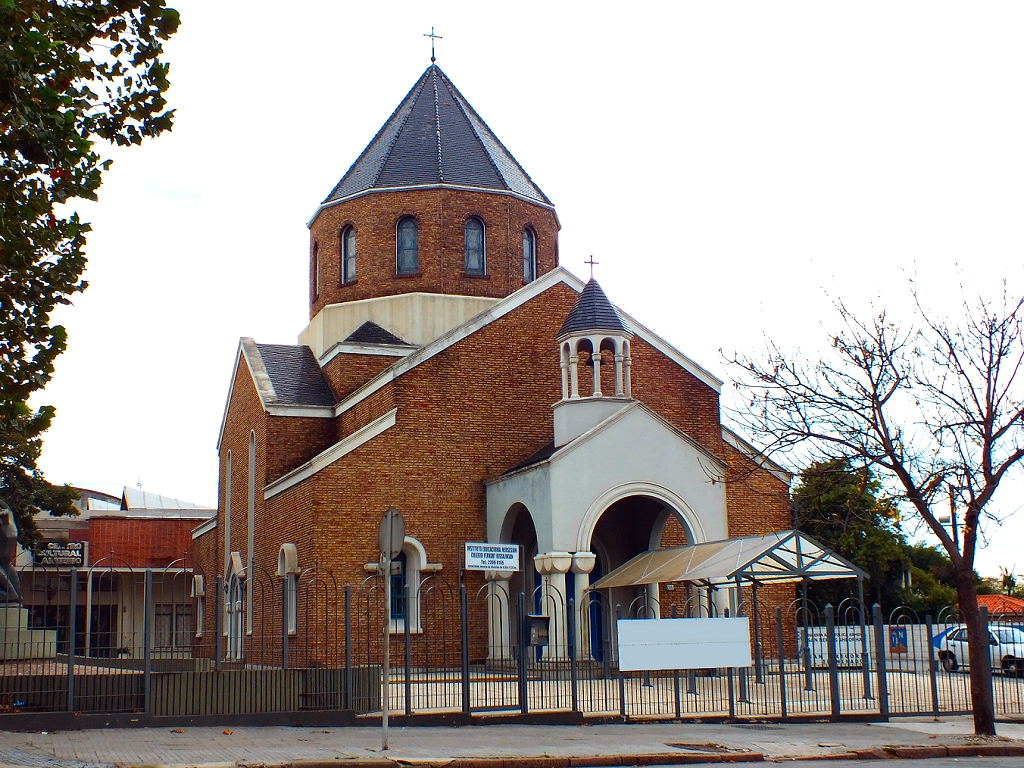
St.-Nerses-Kirche, Mondevideo, Montevideo